# Сажич, Иосиф Симонович
Ио́сиф (Язе́п) Симо́нович Са́жич (бел. Язэп Сымонавіч Сажыч; 5 сентября 1917, Городечно, Кобринский уезд, Гродненская губерния, Российская республика — 19 ноября 2007, Сент-Клэр-Шорс, Мичиган, США) — белорусский общественный и политический деятель. С 1982 по 1997 год — председатель Рады БНР.

## Биография

### Ранние годы
Родился в местечке Городечно Новогрудского уезда Гродненской губернии. Отец Сажича, Симон, имевший четверых детей, в начале XX века отправился на заработки в США, где жил в Нью-Йорке и работал развозчиком пива. Вырученные от продажи деньги он потратил на оплату обучения старшего сына, поступившего в высшее народное училище в Новогрудке, а позже, узнав что скончалась его жена, вернулся в Россию и женился второй раз на Вере Дорошевич. В этом браке родился сын Иосиф, однако уже в 1919 году, спустя менее чем два года после его появления на свет, Симон Сажич умер от гриппа-испанки.
Иосиф Сажич обучался сперва в белорусской, а позже — в польской гимназии им. Адама Мицкевича в Новогрудке, которую и окончил. В 1938 году был мобилизован в польскую армию и отправлен на учёбу в школу подхорунжих в Торуне, из которой выпустился в звании сержанта.

### Вторая мировая война
Сажич принимал участие во Второй мировой войне с самого её начала. В 1939 году, во время Немецко-польской войны, он командовал взводом, а 14 сентября был ранен и попал в немецкий плен, откуда позже был переведён в госпиталь в Лодзи. Когда военные действия прекратились, Сажич через Белосток и Барановичи вернулся в Новогрудок, к тому моменту вошедший в состав БССР. При советской власти он работал казначеем в сельпо, затем поступил на учётно-экономический факультет Львовского университета.
С началом Великой Отечественной войны Сажич был мобилизован в РККА, однако вскоре дезертировал и вернулся в оккупированный Львов. Здесь он начал сотрудничать с членами ОУН, параллельно работал в продуктовом магазине. Позже он снова вернулся в Новогрудок, где участвовал в организации белорусских коллаборационистских военных формирований. Служил в Белорусской вспомогательной полиции.
Летом 1942 года Иосиф Сажич был назначен комендантом подофицерской школы Белорусской народной самопомощи, а феврале 1943 года, выполняя приказ Франца Кушеля сформировал в Лиде Белорусский батальон железнодорожной охраны. Впоследствии он участвовал в создании аналогичных формирований в таких городах, как Молодечно, Столбцы, Барановичи. С июля 1943 года он также преподавал в офицерской школе в Минске. В конце 1943 года, после того, как немцы отстранили белорусских офицеров от организации и руководства над вооружёнными формированиями и учреждениями, Сажич стал офицером-пропагандистом. В начале 1944 года примкнул к Белорусской краевой обороне, руководил ротой. В июне того же года участвовал в охране Второго Всебелорусского съезда, тогда же вступил в Белорусскую независимую партию.
В июле 1944 года был переправлен на французскую границу, в Саарбрюкен, где получил приказ при первой возможности перейти с подчинёнными на сторону Французского сопротивления и установить контакт с его руководителями от имени подпольных белорусских властей. Когда об этом узнала СД, Сажич был переведён в Берлин. Здесь он принял участие в создании белорусского десантного батальона «Дальвитц», вошёл в состав 1-го кадрового батальона БКО. В Баварии выполнял функции коменданта офицерской школы 30-й гренадерской дивизии Ваффен-СС (1-й белорусской). Накануне окончания войны прошёл курсы в немецкой офицерской школе в Ростоке.

### В эмиграции
Окончание войны встретил в Тюрингии, где женился на Барбаре (Вере) Мазур. Узнав, что при разделе территории Германии на зоны оккупации Тюрингия перейдёт в Советскую зону оккупации, перебрался с семьёй в Гессен, где у него родилась дочь Елена. Изучал медицину в Марбургском университете, параллельно работая на туберкулёзной станции.
В 1950 году с дипломом врача выехал в США. Работал анестезиологом. В 1961 году у него родился сын Иосиф(Joseph Sazyc в будущем — протестантский миссионер). Сажич стал одним из основателей отдела Белорусско-американского объединения в штате Мичиган, организовав на его территории православный приход Святого Духа. В 1952 году был произведён в полковники белорусской армии, а в 1968 — в генералы. С 1953 года — член Рады БНР (в эмиграции). Основал отдел Объединения белорусских ветеранов в Детройте, исполнял обязанности секретаря по делам ветеранов в Раде БНР.
В 1982 году сменил Винцента Жук-Гришкевича на посту председателя Рады БНР. В марте 1993 года был приглашён в Минск на празднование 75-й годовщины независимости Белоруссии. В 1997 году уступил свои полномочия Ивонке Сурвилле. Ушёл из жизни 19 ноября 2007 года в городе Сент-Клэр Шорз (Мичиган, США). Похоронен на белорусском кладбище в Ист-Брунсвике (Нью-Джерси, США).